# NoMa–Universidad Gallaudet (Metro de Washington)
NoMa–Universidad Gallaudet es una estación en la línea Roja del Metro de Washington y es administrada por la Autoridad de Tránsito del Área Metropolitana de Washington. La estación se encuentra localizada en el cuadrante Noreste de Washington D. C. en la Avenida Nueva York y la Avenida Florida. La estación sirve a la Universidad Gallaudet.